# Wróblin
Wróblin [pronunciación en polaco: /ˈvrublin/] (alemán Fröbel, silesiano: Wrōblin) es un pueblo ubicado en el distrito administrativo de Gmina Głogówek (Oberglogau), dentro del Condado de Prudnik, Voivodato de Opole, en el sur de Polonia occidental, cercano a la frontera checa. Se encuentra aproximadamente a 6 kilómetros al sureste de Głogówek (Oberglogau), a 26 kilómetros al este de Prudnik, y a 40 kilómetros al sur de la capital regional Opole.
Antes de 1945, el área fue parte de Alemania. Desde el 2009 el pueblo, como toda el área circundante, ha sido oficialmente bilingüe en alemán y polaco.
El pueblo tiene una población de 440 habitantes.